# Justino Arriaga Rojas
Justino Eugenio Arriaga Rojas (Salamanca, Guanajuato, 20 de septiembre de 1979) es un político mexicano, miembro de Morena. Ha sido en dos ocasiones diputado federal y presidente municipal de Salamanca, Guanajuato.

## Reseña biográfica
Justino Arriaga Rojas es licenciado en Derecho egresado de la Universidad Iberoamericana León, misma institución por la que tiene un diplomado en Derecho Corporativo y Empresarial; y es maestro en Política y Gestión Pública por el Instituto de Estudios Superiores de Occidente.
Su primer cargo público fue abogado tributario en el Sistema de Administración Tributaria en León en 2004, y de 2007 a 2008 fue coordinador de Proyectos Agrarios en la Subsecretaria de Ordenamiento de la Propiedad Rural de la Secretaría de la Reforma Agraria.
En 2009 fue secretario de Acción Juvenil de la comité municipal del PAN en Salamanca, y de ese año a 2015 fue conejero estatal del PAN. En el mismo 2009 fue elegido por primera ocasión diputado federal, por el principio de representación proporcional, a la LXI Legislatura que concluyó en 2012. En ésta legislatura ocupó los cargos de secretario de la comisión de la Reforma Agraria; secretario del Comité del Centro de Estudios para el Desarrollo Rural Sustentable y la Soberanía Alimentaria: e integrante de las comisiones de Puntos Constitucionales; Especial de Energías Renovables; y, Especial para dar Seguimiento a las Agresiones a Periodistas y Medios de Comunicación.
En 2012 fue elegido Presidente municipal de Salamanca, encabezando el ayuntamiento de ese último año y hasta 2015. De 2015 a 2018 fue integrante del comité estatal del PAN en Guanajuato.
En 2018 fue postulado candidato a diputado federal por la coalición Todos por México en representación del Distrito 8 de Guanajuato. Electo a la LXIV Legislatura que terminó en 2021 y en la que ocupó los cargos de secretario de la comisión de Medio Ambiente, Sustentabilidad, Cambio Climático y Recursos Naturales; e integrante de la comisión de Ciencia, Tecnología e Innovación; y de la comisión de Energía.
En 2021 fue reelecto al cargo por el mismo distrito en la LXV Legislatura, en la que ocupó los cargos de secretario de la comisión de Cultura y Cinematografía; y de Energía; e integrante de la comisión de Régimen, Reglamentos y Prácticas Parlamentarias. Solicitó y obtuvo licencia al cargo a partir del 14 de marzo de 2022.